# Leidenska boca
Leidenska boca ili Kleistova boca je prvi oblik električnoga kondenzatora, koji su 1745. neovisno načinili Ewald Georg von Kleist u Njemačkoj i Pieter van Musschenbroek u nizozemskom gradu Leidenu. Bila je to staklena boca, prvotno s vodom ili živom kao jednom elektrodom i staklom kao električnim izolatorom, dok je druga, uzemljena elektroda bila šaka u kojoj se boca držala. Unutrašnjost boce punila se elektricitetom iz elektrostatičkoga stroja. Poslije su kao elektrode postavljene obloge od staniola (tanki srebrnasti listovi ili folije kositra proizvedeni valjanjem), što je dovelo do konstrukcije električnoga kondenzatora od dvaju međusobno izoliranih električnih vodiča. Koristila se kao kondenzator još u prvim radijskim odašiljačima s iskrištem.
Prvi opisani električni kondenzator, nazvan Leidenska boca, svojom sposobnošću pohrane električne energije potaknuo je razvoj pokusa s elektricitetom, dok je snažna iskra nastala njegovim izbijanjem dala naslutiti potencijal tada novog oblika energije. Leidenska boca je s vanjske i unutarnje strane obložena do određene visine slojem staniola ili aluminija. Ona ima mali električni kapacitet do 10-8 F, pa može podnijeti veliki električni napon.

## Slike
| |                               |                                                                    |                                                          |
| Početni oblici Leidenske boce su imali metalni šiljak koji je prolazio kroz čep i bio je u dodiru s vodom. | Oblik Leidenske boce iz 1919. | Baterija koja se sastoji od 4 Leidenske boce iz Leidenskog muzeja. | Otkriće Leidenske boce u Musschenbroekovom laboratoriju. |